# Martin McGuinness
James Martin Pacelli McGuinness (irski Séamus Máirtín Pacelli Mag Aonghusa; Londonderry, Sjeverna Irska, 23. svibnja 1950. – Londonderry, Sjeverna Irska, 21. ožujka 2017.) irski političar.

## Životopis
McGuinness je rođen u Derryju kao jedno od sedmero djece u katoličkoj obitelji. Već u mladosti priključio se Irskoj republikanskoj armiji u kojoj je bio aktivan niz godina. Kasnije prelazi u politiku kao predstavnik stranke Sinn Féin. Dao je doprinos i sjevernoirskom mirovnom sporazumu zaključenom 1998. godine. Od 1997. godine bio je zastupnik u britanskom parlamentu, a od 1998. u sjevernoirskom parlamentu. Obnašao je i dužnost potpredsjednika vlade (Deputy First Minister) te ministra obrazovanja Sjeverne Irske. Bio je oženjen i otac četvero djece. Umro je 21. ožujka 2017. godine.

## Vanjske poveznice
Ostali projekti
|  | Zajednički poslužitelj ima još gradiva o temi Martin McGuinness |

Mrežna mjesta
- Martin McGuinness, Britanska enciklopedija